# Даррен Мур
Даррен Мур (англ. Darren Moore, нар. 22 квітня 1974, Бірмінгем) — англійський та ямайський футболіст, що грав на позиції захисника. По завершенні ігрової кар'єри — тренер. З 2018 року входить до тренерського штабу клубу «Вест-Бромвіч Альбіон».
Виступав, зокрема, за клуб «Вест-Бромвіч Альбіон», а також національну збірну Ямайки.

## Клубна кар'єра
У дорослому футболі дебютував 1992 року виступами за команду клубу «Торкі Юнайтед», в якій провів три сезони в третьому і четвертому за рівнем дивізіоні чемпіонату Англії, взявши участь у 103 матчах чемпіонату. В 1993 році був визнаний найкращим гравцем року в клубі. Згодом у 1995-1997 роках грав за «Донкастер Роверз», також в четвертому за рівнем дивізіоні. Зіграв 76 матчів і забив 7 голів.
У червні 1997 року за 310 000 фунтів стерлінгів перейшов у «Бредфорд Сіті», що грав у Першому дивізіоні (другий рівень в системі ліг Англії). У перший сезон він зіграв лише 18 матчів через травми, але в сезоні 1998/99 роках був основним гравцем і зіграв 44 матчі, які допомогли клубу вийти з другого місця в Прем'єр-лігу вперше в історії. Сам Мур увійшов в «команду року» за версією ПФА.
Тим не менш влітку Мур відмовився підписати новий контракт з клубом через конфлікт з тренером Полом Джюеллом і залишився у Першому дивізіоні, де наступні два роки провів у «Портсмуті».
14 вересня 2001 року за 750 000 фунтів стерлінгів перейшов у «Вест-Бромвіч Альбіон». Мур виявився скелею в центрі захисту «баггі» і в першому ж сезоні допоміг клубу вийти в Прем'єр-лігу, потрапивши в команду року Першого дивізіону 2001/02 за версією ПФА. Після того, як «Альбіон» вилетів з еліти, Мур з першої ж спроби допоміг клубу повернутись туди за результатами сезону 2003/04 років і прорвів у еліті англійського футболу наступні півтора року.
15 січня 2006 року перейшов у «Дербі Каунті». У сезоні 2006/07 клуб переміг у плей-оф за вихід в Прем'єр-лігу. Сам Мур увійшов в «команду року» за версією ПФА. У сезоні 2006/07 клуб зайняв останнє 20 місце і вилетів до Чемпіоншипу, проте Мур був названий найкращим гравцем клубу у сезоні.
Згодом протягом 2008—2010 років захищав кольори «Барнслі» у Чемпіоншипі, а завершив професійну ігрову кар'єру у клубі четвертого за рівнем англійського дивізіону «Бертон Альбіон», за який виступав протягом 2010—2012 років.

## Виступи за збірну
Маючи ямайське коріння, у 1999–2000 роках зіграв два матчі у складі національної збірної Ямайки.

## Кар'єра тренера
У грудні 2017 року увійшов до тренерського штабу клубу «Вест-Бромвіч Альбіон» в Прем'єр-лізі, ставши асистентом Алана Пардью. 2 квітня 2018 року Пардью був звільнений і Мур був призначений виконувачем обов'язків головного тренера. Під керівництвом Даррена клуб вдало розпочав (зокрема обігравши 1:0 «Манчестер Юнайтед», та зігравши внічию 2:2 з «Ліверпулем»), через що Мура була названо найкращим тренером квітня у Прем'єр-лізі, тим не менш Даррен з 3 перемогами у 6 матчах не зумів врятувати команду від вильоту, яка зайняла останнє місце та відправилась у Чемпіоншип.

## Досягнення

### Особисті
- Гравець року в «Торкі Юнайтед»: 1993.
- Член «Команди року» в Першому дивізіоні/Чемпіоншипі за версією ПФА: 1998/99, 2001/02, 2006/07.
- Тренер місяця англійської Прем'єр-ліги: квітень 2018[7][9]

## Тренерська статистика
Дані відкориговані за станом на 15 травня 2018 року
| Вест Бромвіч Альбіон | 2 квітня 2018 | н. ч. | 6 | 3 | 2 | 1 | 50 |
| Разом                | Разом         | Разом | 6 | 3 | 2 | 1 | 50 |

## Поза футболом
Є побожним християнином.